# カプー郡
座標: 北緯9度35分7秒 東経98度35分46秒 / 北緯9.58528度 東経98.59611度
カプー郡（カプーぐん）はタイ南部ラノーン県の郡の一つ。

## 地名
カプー郡の地名の由来は、一説によると、カプーとは2語の合成語であるとされる。「カ」（กะ又は、 ก๊ะ）とは、マレー語で、「年上」、「叔母さん」、「中年女性」を意味する。「プー」（เปอร์）とは、現在のタムボン・カプーの周辺に移住してきた最初の住人である未亡人の名から付けられたという。また異説では、プー運河を意味する「クラープー」（กราเปอร์）が縮まって現在の「カプー」に変化したという。

## 地理
カプー郡は北から時計回りにムアンラノーン郡、チュムポーン県パト郡、スラートターニー県ターチャーン郡、バーンタークン郡、ラノーン県スックサムラーン郡に接し、西はアンダマン海に面する。
郡の南東部はクローン・ナーカー野生生物保護区に属する。カプー川流域のマングローブ林はラノーン生態系保護林に属する。

## 行政区分
カプー郡は5のタムボンに分かれ、さらにその下位に34の村（ムーバーン）がある。郡内には1つのテーサバーン（自治体）、テーサバーンタムボン・カプーがあり、タムボン・カプーの一部を管理している。さらに4つのタムボンはタムボン行政体により行政が行われている。 
| \| No. \| 名 \| タイ語 \| 村数 \| 人口 \| \| \| 1. \| タムボン・ムワンクルワン \| ม่วงกลวง \| 4 \| 3,301 \| \| \| 2. \| タムボン・カプー \| กะเปอร์ \| 10 \| 6,832 \| \| \| 3. \| タムボン・チアオリアン \| เชี่ยวเหลียง \| 7 \| 1,912 \| \| \| 4. \| タムボン・バーンナー \| บ้านนา \| 8 \| 3,000 \| \| \| 5. \| タムボン・バーンヒン \| บางหิน \| 5 \| 4,148 \| \| |                          |           |      |       |  |
| No. | 名                       | タイ語    | 村数 | 人口  |  |
| 1. | タムボン・ムワンクルワン | ม่วงกลวง   | 4    | 3,301 |  |
| 2. | タムボン・カプー         | กะเปอร์    | 10   | 6,832 |  |
| 3. | タムボン・チアオリアン   | เชี่ยวเหลียง | 7    | 1,912 |  |
| 4. | タムボン・バーンナー     | บ้านนา     | 8    | 3,000 |  |
| 5. | タムボン・バーンヒン     | บางหิน     | 5    | 4,148 |  |

## 注脚
1. ↑   “อำเภอกะเปอร์  จังหวัดระนอง” amphoe.com